# میهاما-کو
میهاما-کو (به لاتین: Mihama-ku) یک منطقهٔ مسکونی در ژاپن است که در چیبا واقع شده‌است. میهاما-کو ۲۱٫۱۶ کیلومترمربع مساحت و ۱۴۹٬۳۱۴ نفر جمعیت دارد.